# سپرک

برشی از یک رآکتور شیمیایی که در آن موقعیت بافل ها نشان داده شده است.

تیغه‌ای که در مسیر سیال قرار می‌گیرد و موجب تغییر جهت یا توقف تلاطم سیال می‌شود را سِپَرک یا بَفِل (به انگلیسی: Baffle) می‌گویند.
بافل یکی از اجزا راکتورهای شیمیایی یا مبدل‌های حرارتی است که وظیفه ایجاد نوعی آشفتگی به منظور تغییر در شکل حرکت مایع در مخزن یا جلوگیری از سر ریز شدن مایع از داخل مخزن استفاده می‌شود. در رآکتور شیمیایی، بافل ها اغلب به دیواره داخلی متصل شده و میزان اختلاط مواد را بالا می‌برد و در نتیجه افزایش انتقال حرارت و سرعت واکنش‌های شیمیایی در داخل رآکتور به وجود می‌آید.